# キス★キス★バン★バン
『キス★キス★バン★バン』（原題：Kiss Kiss (Bang Bang)）は、2000年にイギリスで製作されたコメディ映画。

## あらすじ
フィリックスはかつてロンドンで一番だと言われた凄腕の殺し屋だったが、今は老いのせいでその腕は衰えてしまっていた。そのため彼はついに稼業からの引退を決意し、生活のために新たな職を探すのだった。その後、ようやく新たな仕事を手に入れた彼だったが、その仕事とは子煩悩な親によって33歳になるまで誰とも接触しないように育てられ、子供のような心を持ったまま大人になったババの子守をするというものだった。一方、フィリックスを雇っていたギャングのボスは、組織を抜けた彼の殺害を企てていた。

## キャスト
※括弧内は日本語吹替
- フィリックス - ステラン・スカルスガルド（樋浦勉）
- ババ - クリス・ペン（遠藤純一）
- ジミー - ポール・ベタニー（小杉十郎太）
- ダディ・ズー - ピーター・ヴォーン（たてかべ和也）
- シェリー - ジャクリーン・マッケンジー（相沢恵子）
- ビッグ・ボブ - アラン・コーデュナー（田原アルノ）
- ミア - マルティン・マカッチョン（堀江由衣）
- カット - シエンナ・ギロリー（甲斐田裕子）

## スタッフ
- 監督、脚本：スチュワート・サッグ
- 製作：ジェームズ・リチャードソン
- 製作総指揮：ノーマ・ヘイマン、ウィリアム・ターナー
- 撮影：トニー・ピアース＝ロバーツ
- 音楽：ジョン・ダンクワース
- 編集：ジム・クラーク

## 挿入曲
- 『アリー my Love』で、ジョン・ケイジ演じるピーター・マクニコルが自分のテーマソングとして心内に鳴らして踊っていたバリー・ホワイトの曲が、この映画でも似たような役割で出てくる。